# Austrotriton bassi
Austrotriton bassi is een slakkensoort uit de familie van de Cymatiidae. De wetenschappelijke naam van de soort werd voor het eerst geldig gepubliceerd in 1869 door Angas als Triton bassi.